# Muriel Baumeister
Muriel Baumeister (* 24. Jänner 1972 in Salzburg) ist eine deutsch-österreichische Schauspielerin.

## Leben
Muriel Baumeister stammt aus einer Künstlerfamilie. Sie ist die Tochter des Schauspielers Edwin Noël-Baumeister und der Tanzpädagogin Barbara Haselbach. Baumeister hat eine jüngere Halbschwester namens Peri, die ebenfalls Schauspielerin ist, und einen jüngeren Bruder.
Bis 1998 war sie mit ihrem Schauspielkollegen Rainer Strecker verheiratet. Aus dieser Ehe stammt ein Sohn, der 1993 geboren wurde. Nachdem ihr Vater 2004 durch Suizid gestorben war, zog sich Baumeister vorübergehend aus der Öffentlichkeit zurück. 2006 wurde eine Tochter geboren, deren Vater der Schauspieler Pierre Besson ist. 2014 wurde als drittes Kind erneut eine Tochter geboren. Baumeister lebte einige Jahre in Hamburg, inzwischen hat sie eine Wohnung in Berlin.
2016 verursachte Baumeister betrunken einen Unfall, bei dem sich ihre Tochter mit im Auto befand. Im Oktober 2017 begab sich Baumeister in der Charité in Berlin in einen kalten Entzug, der nach eigener Aussage erfolgreich war. Baumeister hat ihre Erfahrungen in ihrem Buch Hinfallen ist keine Schande, nur Liegenbleiben verarbeitet.
Im Juli 2022 wurde bei Muriel Baumeister Brustkrebs diagnostiziert.

## Karriere
Bereits als Schülerin stand Baumeister vor der Fernsehkamera. Ihr Filmdebüt gab sie als Lisa unter der Regie von Hans-Jürgen Tögel in dessen Fernsehfilm Wohin die Liebe fällt. Bekannt wurde sie als Bea Donner in der Familienserie Ein Haus in der Toscana (1990–1994), für die sie 1991 mit dem Telestar ausgezeichnet wurde. Ebenfalls für diese Rolle sowie für die Hauptrolle im Fernsehfilm Schuld war nur der Bossa Nova erhielt sie 1994 die Lilli-Palmer-Gedächtniskamera der Goldenen Kamera als beste Nachwuchsdarstellerin. Nach der Matura am Musischen Gymnasium Salzburg begann sie zunächst ein Fachhochschulstudium der Sozialpädagogik, das sie abbrach, um ganz zur Schauspielerei zu wechseln.
Neben wenigen Kinoauftritten ist sie vorwiegend in Fernsehfilmen und -serien aktiv. 1992 und 1993 trug die durchgehende Rolle der Franziska in der ZDF-Serie Der Landarzt zu ihrer Popularität bei. In der ARD-Krimiserie Einsatz Hamburg Süd bildete sie von 1997 bis 1999 als Kommissarin Carla Simon gemeinsam mit Meral Perin das ermittelnde Duo.  In mehreren Fernsehfilmen wurde sie in der Hauptrolle besetzt, so 2004 in Das Bernstein-Amulett, 2005 in Eine Prinzessin zum Verlieben und 2008 in Der Besuch der alten Dame. In Jörg Grünlers Melodram Liebe am Fjord – Das Meer der Frauen (2011), wo sie die jüngere Schwester von Floriane Daniel spielte, die nach 17 Jahren in die norwegische Heimat zurückkehrt, um ihre damals als Kleinkind zurückgelassene Tochter, die ihre ältere Schwester während ihrer Abwesenheit großzog, kennenzulernen. 2013 war sie als Berta Drews in dem Doku-Drama George an der Seite von Götz George zu sehen.
Seit 2024 verkörpert Baumeister die Chefärztin Dr. Barbara Berg in der Sat.1-Vorabendserie Die Spreewaldklinik. Sie übernimmt seit den 1990er-Jahren kontinuierlich Gastrollen in Fernsehserien und -reihen wie Derrick, Tatort, Polizeiruf 110, Stubbe – Von Fall zu Fall oder Das Traumschiff.
Baumeister ist auch als Theaterschauspielerin tätig. Im Jahr 2008 war sie am Schloßtheater im Neuen Palais als Celimene in Molières Der Menschenfeind unter der Regie von Philippe Besson zu sehen.

## Filmografie

### Filme
- 1990: Wohin die Liebe fällt
- 1992: Der Brocken (Kino)
- 1992: Widerspenstige Viktoria
- 1992: Schuld war nur der Bossa Nova
- 1994: Mutter, ich will nicht sterben!
- 1995: Ich liebe den Mann meiner Tochter
- 1995: Die Versuchung – Der Priester und das Mädchen
- 1996: Alles nur Tarnung (Kino)
- 1997: Knockin’ on Heaven’s Door (Kino)
- 1997: Berlin – Moskau
- 1998: Mein Freund, der Bulle
- 1998: Der Vogelforscher (Kurzfilm)
- 1999: Die Entführung
- 1999: Sturmzeit (Fünfteiler, Teil 3)
- 2000: Zimmer mit Frühstück
- 2000: Die Frau, die einen Mörder liebte
- 2000: Meine Tochter darf es nie erfahren
- 2001: Die zwei Leben meines Vaters
- 2001: Der Mann, den sie nicht lieben durfte
- 2001: Liebeskrank
- 2002: Dracula (Zweiteiler)
- 2002: Gefühle im Sturm
- 2002: Ich schenk’ dir einen Seitensprung
- 2002: Am anderen Ende der Brücke
- 2003: Ein Vater für Klette
- 2003: Er oder keiner
- 2003: Spurlos – Ein Baby verschwindet
- 2003: Nur Anfänger heiraten
- 2004: Das Bernstein-Amulett
- 2005: Eine Prinzessin zum Verlieben
- 2006: Die Pferdeinsel
- 2006: 3 Engel auf der Chefetage
- 2007: Die Lawine
- 2008: Bis dass der Tod uns scheidet
- 2008: Der Besuch der alten Dame
- 2008: Eine bärenstarke Liebe
- 2008: Die Frau des Frisörs
- 2008: Wenn wir uns begegnen
- 2009: Faktor 8 – Der Tag ist gekommen
- 2010: Seine Mutter und ich
- 2010: Urlaub mit kleinen Folgen
- 2011: Glücksbringer
- 2011: Rindvieh à la Carte
- 2011: Ein Sommer in den Bergen
- 2012: Inseln vor dem Wind
- 2012: Was machen Frauen morgens um halb vier? (Kino)
- 2012: Ilse Koch – Die Hexe von Buchenwald (Dokumentation)
- 2013: Nicht ohne meinen Enkel
- 2013: George
- 2013: Liebe und Tod auf Java
- 2014: Der Geruch von Erde
- 2017: Der Sohn
- 2017: Nicht mit uns! Der Silikon-Skandal

### Fernsehserien und -reihen
- 1990–1994: Ein Haus in der Toscana (23 Folgen)
- 1991: Drei Damen vom Grill (Folge: Andere Länder – Andere Sitten)
- 1991–2019: Der Alte (verschiedene Rollen, 5 Folgen)
- 1991–1994: Derrick (verschiedene Rollen, 3 Folgen)
- 1992–1993: Der Landarzt (9 Folgen)
- 1992–1993: Eurocops (2 Folgen)
- 1993: Ein Mann am Zug (Folge Anjas letzte Chance)
- 1993: Morlock – König Midas (Fernsehreihe)
- 1993: Morlock – Kinderkram
- 1994: Die Stadtindianer (Folge: Gemischtes Doppel)
- 1994: Faust (Folge: Der Beschützer)
- 1994: Rosamunde Pilcher – Wilder Thymian (Fernsehreihe)
- 1995: Alles außer Mord – Wahnsinn mit Methode (Fernsehreihe)
- 1995: Doppelter Einsatz (Folge: Faustpfand)
- 1996: Die Drei (Folge: Marion mit den blauen Augen)
- 1997: Frauen morden leichter (Fernsehreihe, 3 Folgen)
- 1997–1999: Einsatz Hamburg Süd (Fernsehserie, 26 Folgen)
- 1999: Priester im Einsatz (Un prete tra noi, 2 Folgen)
- 2000: Die Kommissarin (Folge: Der Tote aus der Wagenburg)
- 2000: Siska (Folge: Mord frei Haus)
- 2000: Im Fadenkreuz (Folge: Bis daß der Tod euch scheidet)
- 2003: Polizeiruf 110 – Doktorspiele (Fernsehreihe)
- 2003: Mit Herz und Handschellen (Folge: Mitten ins Herz)
- 2004: Das Traumschiff – Sri Lanka (Fernsehreihe)
- 2005–2006: Bis in die Spitzen (7 Folgen)
- 2008: Robin Pilcher – Zeit des Wiedersehens (Fernsehreihe)
- 2008: Lilly Schönauer – Und dann war es Liebe (Fernsehreihe)
- 2008: Tatort – Granit (Fernsehreihe)
- 2009: Kreuzfahrt ins Glück – Hochzeitsreise nach Marrakesch (Fernsehreihe)
- 2009: Tatort – Oben und unten
- 2010: Der Bergdoktor (Folge: Schuld und Sühne)
- 2011: Liebe am Fjord – Das Meer der Frauen (Fernsehreihe)
- 2012: Das Traumhotel – Brasilien (Fernsehreihe)
- 2012: SOKO Köln (Folge: Endstation Mord)
- 2012: Spreewaldkrimi – Eine tödliche Legende (Fernsehreihe)
- 2012: Heiter bis tödlich: Hauptstadtrevier (Folge: Der Wohltäter)
- 2013: Rosamunde Pilcher – Schlangen im Paradies
- 2014: Küstenwache (Folge: Spielball der Wellen)
- 2014: Ein Fall für Zwei (Folge: Tödliche Vergangenheit)
- 2014: Tatort – Weihnachtsgeld
- 2015: SOKO München (Folge: Auf Abwegen)
- 2015: Frauenherzen – Die Serie (6 Folgen)
- 2015: Helen Dorn – Der Pakt (Fernsehreihe)
- 2016: Die Bergretter – Achillesferse (Fernsehreihe)
- 2017: SOKO Wien (Folge: Freunderlwirtschaft)
- 2017: Letzte Spur Berlin (Folge: Liebesreigen)
- 2018: SOKO Stuttgart (Folge: Ein Alibi zu viel)
- 2019: Landkrimi – Das dunkle Paradies
- 2019: Käthe und ich: Dornröschen (Fernsehreihe)
- 2021: SOKO Leipzig (Folge: Trautes Heim, Glück allein)
- 2021: Legal Affairs (Folge: Braune Soße)
- 2021: Die Toten von Salzburg – Vergeltung (Fernsehreihe)
- 2022: Marie fängt Feuer – Ungewisse Zukunft (Fernsehreihe)
- 2022: Stubbe – Von Fall zu Fall: Ausgeliefert (Fernsehreihe)
- 2022: Morden im Norden (Folge: Scharfe Krallen)
- 2023: Stadtkomödie – Heribert (Fernsehreihe)
- seit 2024: In aller Freundschaft (Folgen: Zusammenhalt, Rückkehr ins Leben, Herausfordernde Zeiten)
- seit 2024: Die Spreewaldklinik (Fernsehserie)
- 2025: Das Traumschiff – Curaçao (Fernsehreihe)

## Hörbücher
- 2010: Indigosommer, ISBN 978-3-8337-2573-9.
- 2014: Tage wie Salz und Zucker von Shari Shattuck, Argon Verlag.